# Zespół Gardnera (gastrologia)
Zespół Gardnera – jeden z wariantów polipowatości rodzinnej charakteryzujący się, poza występowaniem mnogich polipów o typie gruczolaków w jelicie grubym, powstawaniem guzów mezodermalnych o typie kostniaków, guzów desmoidalnych, torbieli naskórkowych oraz przerostu nabłonka barwnikowego siatkówki. Zespół daje charakterystyczne objawy w obrębie twarzoczaszki, do których należą naczyniowłókniaki nosogardła, torbiele naskórkowe, a także zęby nadliczbowe i zatrzymane oraz liczne zębiaki i kostniaki. Zespół został opisany przez Eldona J. Gardnera w 1951 roku.

## Etiopatogeneza
Choroba jest dziedziczona w sposób autosomalny dominujący. Występowanie zespołu Gardnera związane jest w około 80% z mutacją genu supresorowego APC (ang. adenomatous polyposis coli) zlokalizowanego na chromosomie 5 w regionie q21-22. W około 30% przypadków choroba pojawia się spontanicznie, na skutek mutacji de novo. Niekiedy nie stwierdza się uszkodzenia genu APC i choroba spowodowana jest uszkodzeniem genu RAS na chromosomie 12, genu P53 na chromosomie 17 lub utratą metylacji DNA.

## Objawy i przebieg

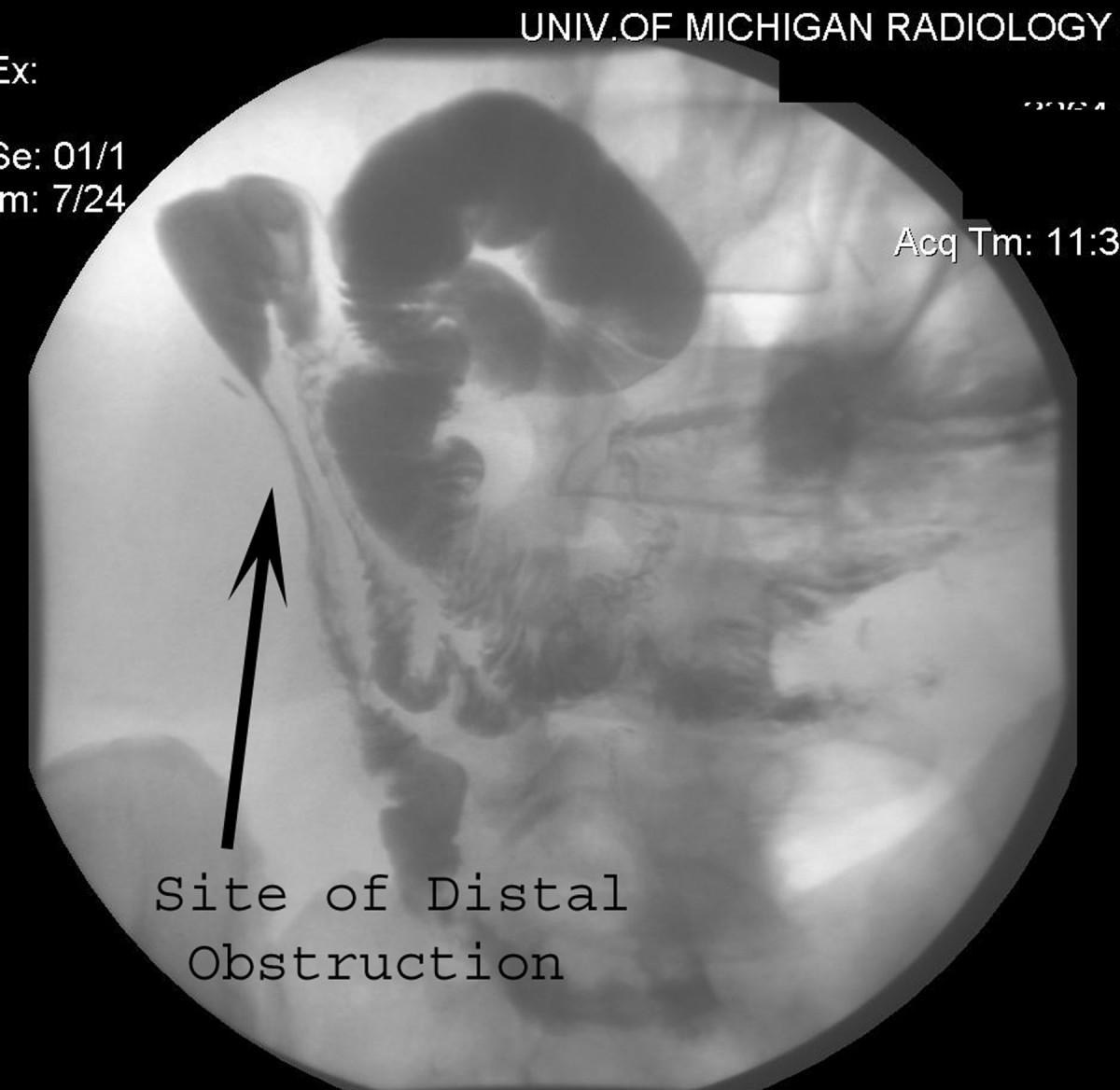
Obraz radiologiczny po wlewie kontrastowym niedrożności jelita cienkiego spowodowanej guzem typu desmoid (strzałka wskazuje miejsce niedrożności).

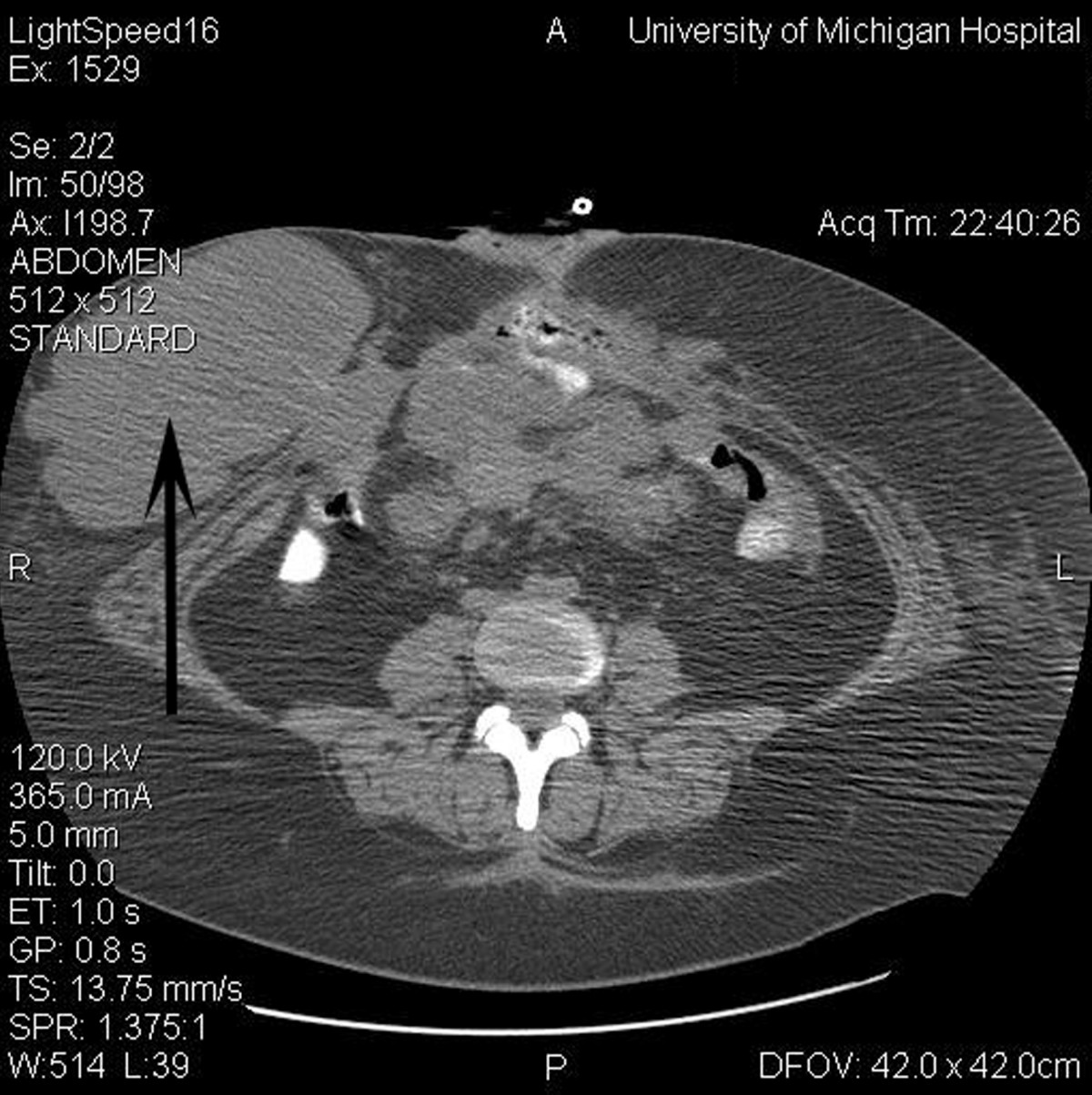
Obraz w tomografii komputerowej tej samej pacjentki, wykazujący obecność guza wielkości 16 na 9 cm w prawej części ściany powłok brzusznych.

Choroba ujawnia się najczęściej w 2. lub 3. dekadzie życia. Jednym z pierwszych objawów może być krwawienie z przewodu pokarmowego. Często przebiega jednak niecharakterystycznie, a jej główną manifestacją jest zmiana rytmu wypróżnień, zaparcia, stolce pokryte obfitym śluzem. W badaniu kolonoskopowym lub w zdjęciu kontrastowym stwierdza się występowanie licznych (>100) polipów w jelicie grubym. Ryzyko pojawienia się raka jelita grubego powstałego na bazie przemiany złośliwej polipów, w ciągu całego życia chorego, wynosi 100%. Istnieje również podwyższone ryzyko powstania nowotworu dwunastnicy, a w szczególności brodawki Vatera.
W dużej grupie chorych (60–90%) objawem diagnostycznym umożliwiającym podejrzewanie choroby jest wrodzony przerost barwnikowy siatkówki (ang. congenital hypertrophy of the retinal pigmented epithelium, CHRPE). Defekt ten można stwierdzić w badaniu okulistycznym przy użyciu lampy szczelinowej.

## Rozpoznanie
Kolonoskopia jest badaniem z wyboru. Umożliwia usunięcie polipów oraz pobranie wycinków w celu badania histopatologicznego.
Zdjęcie RTG metodą podwójnego kontrastu umożliwia diagnostykę polipów na całym przebiegu jelita grubego.
Stwierdzenie u osoby młodej mnogich zmian guzowatych w tkance podskórnej powinno być zawsze wskazaniem do diagnostyki w kierunku zespołu Gardnera. Podobnie zmiany typu kostniaka (zwłaszcza pojawiające się w żuchwie, zatoce szczękowej, kościach pokrywy czaszki) powinny być również diagnozowane.
Zespół Gardnera predysponuje również do rozwoju innych schorzeń nowotworowych, jak:
- nowotwory brodawki Vatera
- rdzeniak zarodkowy
- czaszkogardlak
- rak tarczycy
- kostniakomięsak i chrzęstniakomięsak
- tłuszczakomięsak
- wątrobiak zarodkowy.

Badanie metodą spektralnej koherencyjnej tomografii optycznej (SOCT Copernicus) jest zalecane w celu wykluczenia przerostu nabłonka barwnikowego siatkówki.

## Leczenie
Jedyną skuteczną metodą leczenia jest wykonanie zabiegu totalnej proktokolektomii, czyli operacji polegającej na całkowitym usunięciu jelita grubego wraz z odbytnicą. W przypadku zastosowania zabiegów oszczędzających i pozostawieniu odbytnicy konieczne jest wykonywanie rutynowych badań endoskopowych tego odcinka, w celu wykluczenia lub uchwycenia nowotworu we wczesnej fazie rozwoju. Konieczne jest przebadanie wszystkich krewnych pierwszego stopnia pod kątem tej choroby.
Dużym problemem medycznym pojawiającym się w zespole Gardnera są guzy łagodne typu desmoid, które umiejscawiają się najczęściej w ścianie jamy brzusznej oraz krezce.